# Півострів Онацевича
59°31′00″ пн. ш. 149°00′02″ сх. д. / 59.5168° пн. ш. 149.0005° сх. д.
Півострів Онацевича (рос. полуостров Онацевича) — півострів у західній частині Тауйської губи Охотського моря. Відокремлює Амахтонську затоку від Мотиклейської. Територія Ольського району Магаданської області Російської Федерації. Названий на честь дослідника далекосхідних морів лейтенанта Михайла Онацевича.
Береги круті, скелясті.